# Армянская Википедия
Армянская Википедия (арм. Վիքիպեդիա) — раздел Википедии на армянском языке.
Армянская Википедия открылась в мае 2004 года. В 2011 году занимала 90-е место среди разделов Википедии, а в настоящее время — на 16 июля 2025 года — в Армянской Википедии насчитывается 320 639 статей. По этому показателю раздел находится на 38 месте среди всех разделов Википедии.
По количеству статей среди языков пятнадцати постсоветских республик она занимает третье место (после русской и украинской Википедий). Также занимает четвёртое место среди языков Ближнего Востока (уступает персидской, арабской и турецкой).

## Переименование
5 апреля 2012 года завершилось двухэтапное (первый, второй) обсуждение-голосование по вопросу переименования Армянской Википедии, в результате которого подавляющее большинство армянского вики-сообщества приняло решение отказаться от старого варианта названия энциклопедии «Հայերեն Վիքիփեդիա» [Hayeren Vikip'edia] и перейти на новый, более удобный и соответствующий правилам современного армянского языка вариант — «Հայերեն Վիքիպեդիա» [Hayeren Vikipedia], то есть посредством замены в слове Wikipedia придыхательной буквы пьюр (փ) на пе (պ).

## Статистика
Показатель качества — «глубина» — для армянского раздела равен 63,1, что является средним результатом в группе разделов Википедии с числом более 200 000 статей.
Среди языков Закавказья долгое время занимала 3-е место (1-е было у Азербайджанской Википедии, 2-е — у Грузинской). Но с конца сентября 2013 года Армянская Википедия смогла занять 1-е место. По данным октября 2016 года в Армянской Википедии есть свыше 210 000 статей, то есть — почти столько, сколько в Азербайджанском и Грузинском разделах вместе.

### Хронология развития
- 2 июля 2004 года[4] — появилась первая статья (Հայաստան)
- 3 августа 2010 года — 10 000 статей (статья: Միլենիում կամուրջ (այլ կիրառումներ))
- 15 января 2012 года — 20 000 статей (статья: Համբարձում Համբարձումյան)
- 26 августа 2012 года — 30 000 статей (статья: Աստերոիդների ցանկ (250401-250500))
- 28 декабря 2012 года — 40 000 статей (статья: (6862) Վիրջիլիոմարկոն)
- 9 августа 2013 года — 70 000 статей
- 27 сентября 2013 года — 80 000 статей
- 29 сентября 2013 года — 90 000 статей
- 2 декабря 2013 года — 100 000 статей[3] (статья: «Ղարաբաղցի կինը» քանդակ (Երևան))
- 20 февраля 2014 года — 110 000 статей (статья: Թովուզ կամավորական ջոկատ, написанная в рамках «Месяца азатамартиков»)
- 31 мая 2014 года — 120 000 статей (статья: Մոնղոլա-օխոտական գեոսինկլինալային համակարգ)
- 20 августа 2014 года — 130 000 статей (статья: Բրաչիանո)
- 30 ноября 2014 года — 140 000 статей (статья: Փուլի աշխարհի գավաթ)
- 16 марта 2015 года — 150 000 статей (статья: Շչեբնյուխա)
- 3 мая 2015 года — 160 000 статей (статья: Լուչինյանո)
- 17 июня 2015 года — 170 000 статей (статья: Վոլմա (Մեծ Պրոսնիցայի վտակ))
- 7 августа 2015 года — 180 000 статей (статья: Բրինդիզի (գավառ))
- 28 октября 2015 года — 190 000 статей (статья: Բագրատ III (Վրաց արքա), написанная в рамках «Армяно-грузинского месячника»)
- 1 июня 2016 года — 200 000 статей (статья: Գլուխկոտրուկ (մուլտֆիլմ))
- 27 октября 2016 года — 210 000 статей (статья: Խաչիկ Սամուէլեան)
- 5 января 2019 года — 250 000 статей (статья: Բոբ ՄըքԱդու)
- 29 июля 2023 года — 300 000 статей.

## Освещение в СМИ
24 апреля 2010 года общественное телевидение Армении в передаче «Банадзев» (арм. Բանաձև — «Формула») посвятило передачу Армянской Википедии, в частности, в которой значимое место занимало отражение в ней (Армянской Википедии) темы Геноцида армян в 1915 года в Турции.
6 июня 2010 года в воскресном выпуске новостей «Айлур» (арм. Հայլուր) на Первом канале Армении было подготовлено небольшое сообщение об армяноязычном разделе Википедии.
28 апреля 2014 года о проекте «Один армянин — одна статья» передачу подготовило одно из армянских СМИ — civilnet.

### «Один армянин — одна статья»
24 марта 2014 года совместными усилиями общественной организации «Викимедия Армения» и передачи «Человеческий фактор» на телеканале «Армения» стартовала общеармянская кампания «Один армянин — одна статья» (арм. «Մեկ հայ՝ մեկ հոդված») длительностью один год: до 24 марта 2015 года. Целью кампании является обогащение Армянской Википедии качественными статьями, вовлечение в сферу Википедии бо́льшего количества представителей армянской общественности, а также совместное создание достойного армянского наследия информационного контента на армянском языке, способного противостоять вызовам современного мира.
В рамках кампании были проведены вики-встречи с представителями науки, культуры и других сфер с целью их ознакомления с вики-культурой и помощью во внесении их собственного вклада в дело развития Армянской Википедии. Будут организованы семинары, обучающие и поощрительные программы, а также совместные мероприятия с образовательными и культурными учреждениями.
О старте программы первый раз было сообщено 24 марта 2014 года в вечернем выпуске телепередачи «Человеческий фактор» на телеканале «Армения». Впоследствии новость появилась во многих СМИ.
27 марта 2014 года прошла пресс-конференция, посвящённая общеармянской кампании «Один армянин — одна статья»:
Программа привлекла внимание Британской телекорпорации BBC.

## Викимедиа Армения

Логотип «Викимеди Армения»

В 2012, 2013 и 2015 годах «Викимедиа Армения» провела Вики-конференции в Ереване. Также армянские википедисты принимали участие в международном конкурсе Вики любит памятники в 2013 и 2015 годах.
Вопросами содействия развитию Армянской Википедии на территории Армении занимается организация «Викимедиа Армения» (президент — Сусанна Мкртчян). В начале существования организации, с 2014 года к работе над проектом подключилось множество представителей армянской общественности. Армянский раздел поднялся с 96 места (2012 год) до 38 места (2015 год) в общем рейтинге разделов. Начал развитие раздел Википедии на западноармянском языке — языке армянской диаспоры в дальнем зарубежье. Викимедиа Армения также занимается развитием Армянского викисловаря.
Летом 2014 года была осуществлена очередная вики-идея, которая представляла собой способ популяризации Википедии в Армении: свою деятельность начал «Вики-лагерь». Это был армянский проект, в котором участвовали ученики старших школ и студенты разных вузов. Вики-лагеря организовались 6 раз, в т.ч. в Ванадзоре — июль и август 2014, Агверане — январь, июнь и август — 2015, Бейруте — август 2015. В вики-лагерях начали принимать участие участники из иноязычных Википедий.
Организация Викимедиа Армения также открыла в Армении вики-клубы. Главный из них в Ереване, во втором по величине городе Гюмри (с 2013 года), в Аштараке, Апаране и Егварде (с 2014 года), в деревнях Аревацаг и Лернапат, также с 2015 года — в третьем по величине городе Армении Ванадзоре. Число вики-клубов планируется постоянно увеличивать.
В 2016 году был организован очередной вики-лагерь в посёлке Агверан. В течение пяти дней (6-10 января) участники из трёх стран создали 774 статей в Армянской, 105 в Грузинской Википедиях. Также были созданы 2372 слов-статей в Армянском Викисловаре.
14 октября 2017 года во время проведения Международной Вики-конференции в Москве, Сусана Мкртчян представила проект «Образовательная экосистема Армянской Википедии».

## Западноармянская Википедия
4 апреля 2019 года создана Западноармянская Википедия, куда были перенесены 6,5 тысяч статей, созданных в армянском разделе.

## Галерея

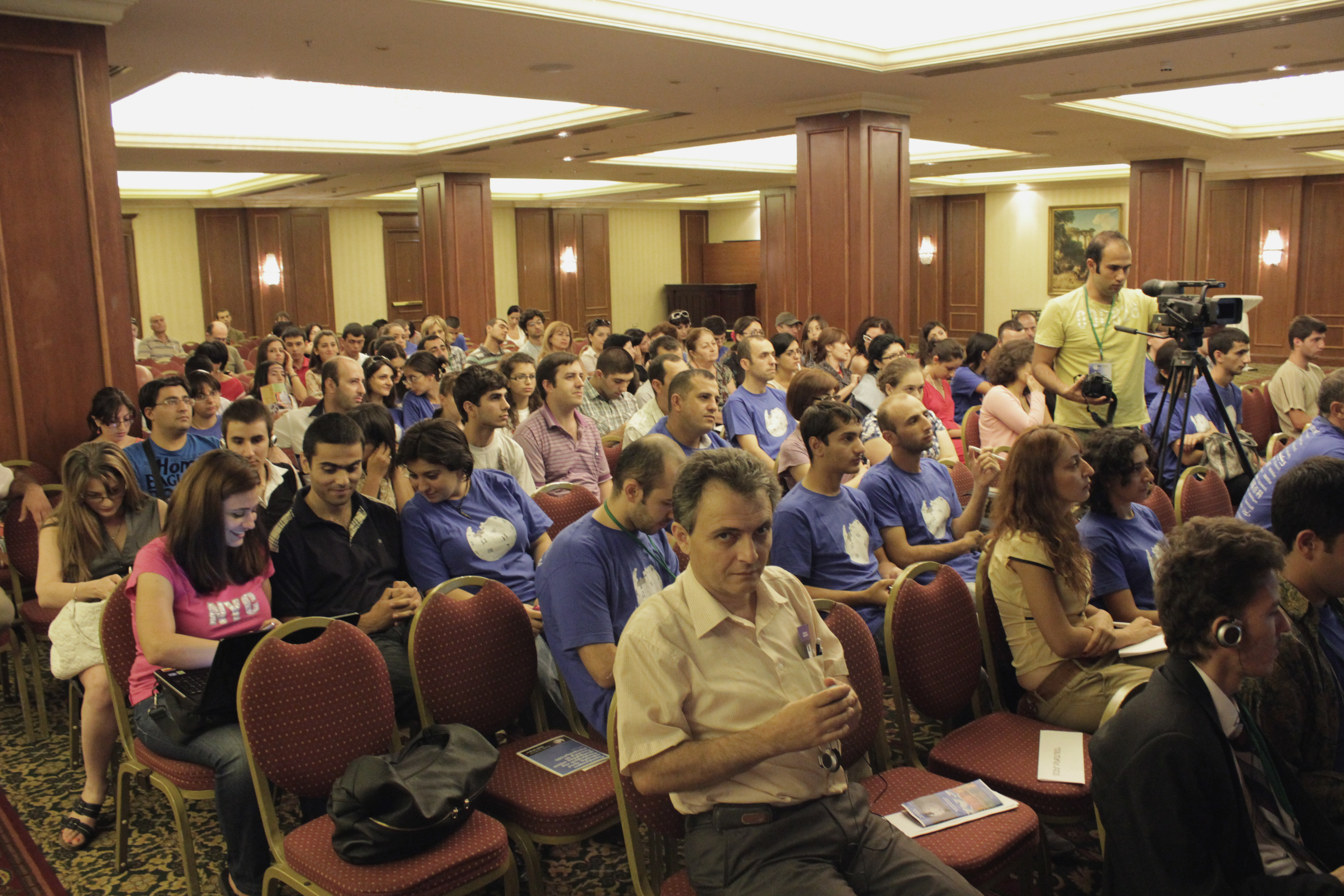
Ереванская викиконференция, 2012
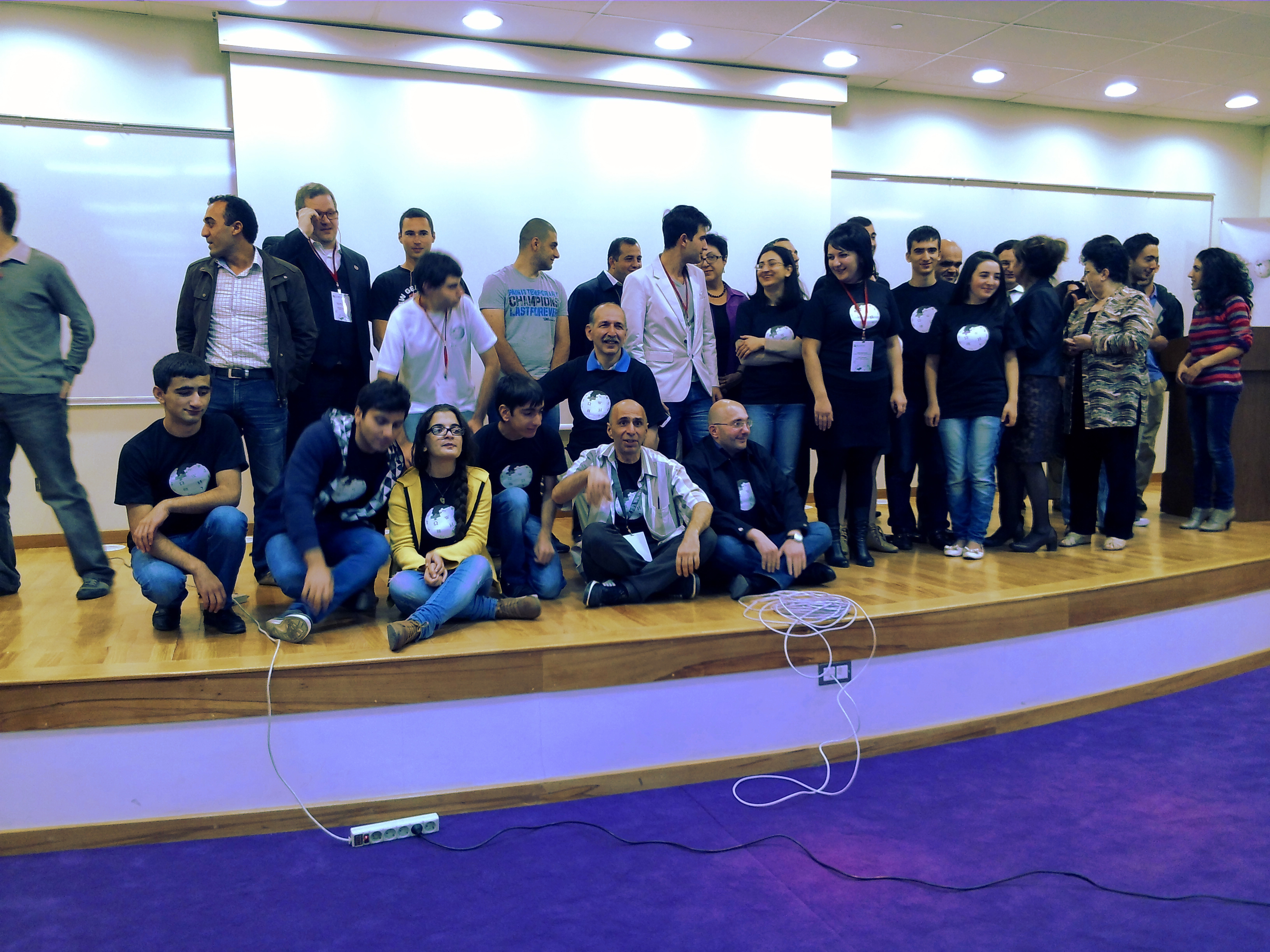
Участники Ереванской викиконференции, 2013
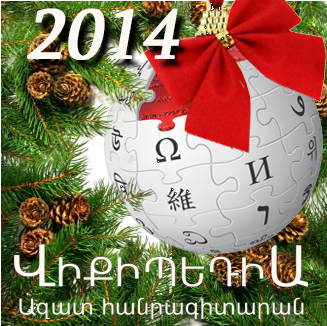
Новогодний логотип Армянской Википедии, 2014
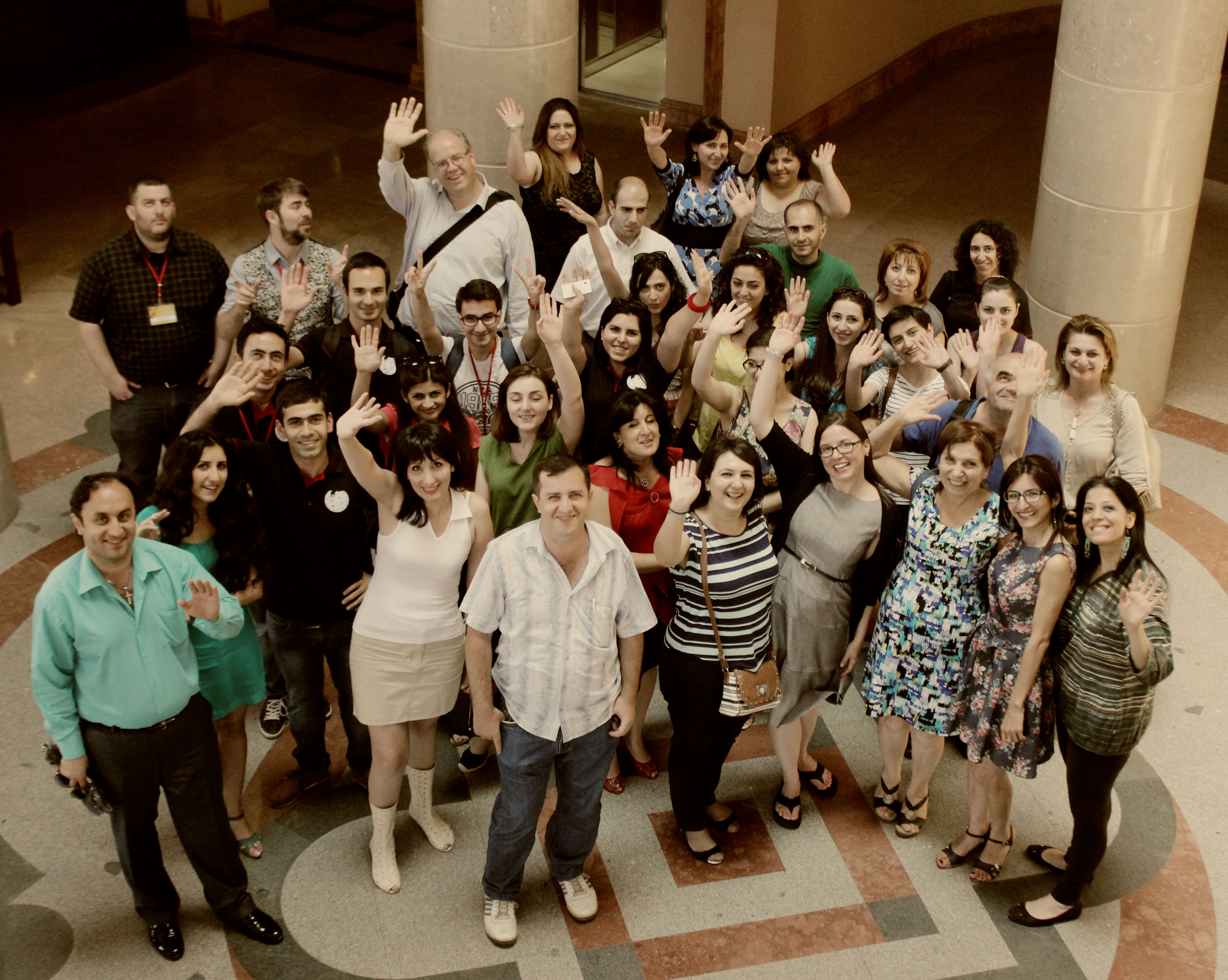
Ереванская викиконференция, 2015